# 虹梅南路隧道
虹梅南路隧道，是中国上海市黄浦江上一座公路隧道，亦是闵行区的第一条黄浦江越江隧道。
虹梅南路隧道途经闵行区和奉贤区，全长5.26公里，其中，主线隧道长度约3.39公里，是目前黄浦江底最长、埋得最深的隧道，最大埋深达59米，也是当前国内最深的城市越江隧道。隧道起于浦西永德路北侧，于剑川路北侧入地跨越黄浦江，经西闸公路后出地面，终于金海路。浦西起点至剑川路区段为改建原有地面道路，双向4车道，剑川路匝道南侧至浦东终点为双向6车道。其中，虹梅南路隧道工程闵行段位于华东师范大学闵行校区与学生公寓之间。
虹梅南路隧道计划2009年末至2010年初开工建设。实际于2009年12月31日开工建设。隧道于2015年12月30日17时18分通车，由于虹梅南路—金海路通道（虹梅南路高架段）正在施工，为减少对施工及地面交通压力的影响，本次通车采用试运行模式，即：越江隧道段禁止货车通行，隧道内仅开放双向四车道通行，越江隧道北侧不直接与虹梅路地面道路相接。